# Ofanto
Ofanto je řeka v Itálii, dlouhá 170 km. Pramení nedaleko města Nusco v hornatém regionu Irpinia, protéká kraji Kampánie, Basilicata a Apulie a nedaleko Barletty se vlévá mohutnou deltou do Manfredonského zálivu. Největším přítokem je Locone.
Povodí řeky má rozlohu 2760 km² a žije v něm přibližně 420 000 obyvatel. Vodní režim je typický pro apeninské řeky: v suchém létě činí průtok okolo 1 m³/s, po podzimních deštích se rozvodní až na 40 m³/s. V sedmdesátých letech byla na řece postavena přehrada Lago di Conza, sloužící k výrobě elektrické energie.
Ve starověku byla známá pod názvem Aufidus a opěvoval ji ve svém díle Quintus Horatius Flaccus. Ve městě Canosa di Puglia se zachoval kamenný most na římské cestě Via Traiana. Na březích řeky se konala bitva u Kann.